# Giro dell'Umbria 1948
Il Giro dell'Umbria 1948, ventunesima edizione della corsa, si svolse nel 1948. La vittoria fu appannaggio dell'italiano Tino Cargioli. Al momento nessuna fonte riporta ulteriori informazioni su questa edizione della corsa.

## Ordine d'arrivo
| Pos. | Corridore     | Squadra | Tempo |
| ---- | ------------- | ------- | ----- |
| 1    | Tino Cargioli | -       | ?     |